# Сопотський монастир (Болгарія)
Сопотський монастир «Вознесіння Христового» (або «Святий Спас») — болгарський православний монастир, розташований в околицях міста Сопот біля підніжжя Балканських гір.

## Історія
Був переміщений на своє нинішнє місце наприкінці XIV століття і є продовжувачем монастиря з однойменною назвою в Сопоті, який зник з кінця 14 століття під час османського вторгнення. Можна припустити, що монастир Святого Спаса був «королівським» — він отримав права та власність від царя Смільця. В монастирі зберігалося декілька свідчень, що підтверджують пожертвування. Пам'ятки зберігалися в монастирі до 1870, після чого їх віддав настоятель Найден Геров. Відтоді їхні сліди були втрачені і, швидше за все, вони зберігаються в секретному архіві книжкових магазинів Російської Федерації. 

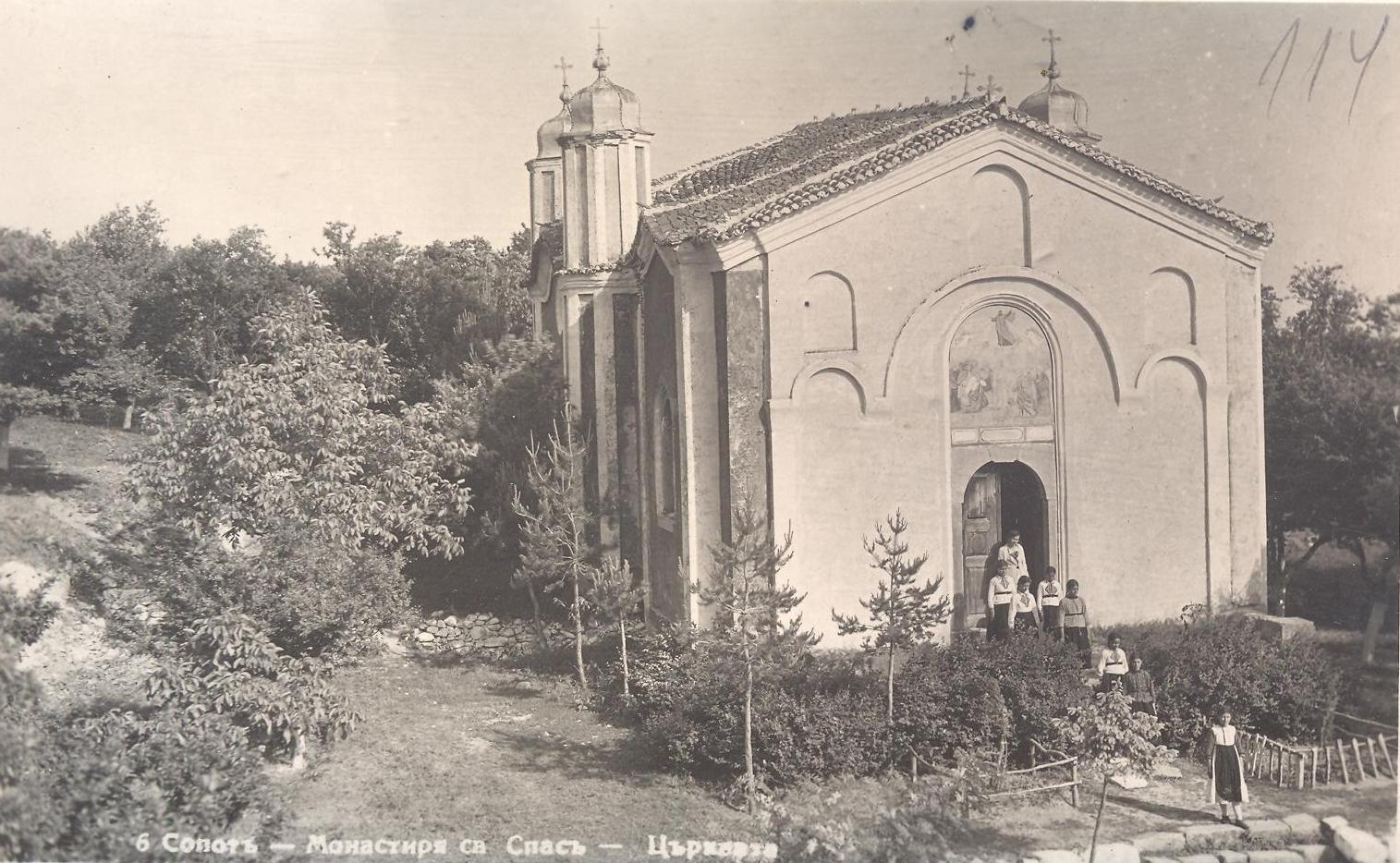
Старовинна листівка з видом на Сопотський монастир

Протягом османського правління монастир був творцем болгарського духу і літературної традиції. В ньому існував скрипторій (місце для копіювання книг) — від нього збереглося кілька десятків книг, найстаріша з яких датується 1480-м роком. В «Нарисі про подорож європейською Туреччиною» українського дослідника літературних старожитностей Віктора Григоровича, що відвідав монастир у 1845 р., Сопотський монастир Св. Спаса завжди служив церковнослов'янською мовою і ніколи грецькою. Це підтверджується літургійними книгами, що зберігаються в ньому, які є виключно церковними. Тут написані дві відомі науці книги: „Сопотски преправки“ „История славянобългарска“ (1828 і 1845 рр.).
У цьому монастирі Васил Левський прийняв чернецтво, взявши ім'я  Ігнатій 7 грудня 1858, а потім використовував його  одним зі своїх численних притулків.
У 1875 революціонер Тодор Каблешков збирався в монастирі із членами відновленого Сопотського революційного комітету.
Церква і фонтан в монастирі були відновлені в 1879 ігуменом Рафаелем, могила якого стоїть за вівтарем. Поруч із південною стіною церкви розташований великий дзвін, відлитий у Крайові в 1875  і подарований монастирю мешканцями Сопоту, що проживають в Румунії.

## Зовнішні посилання
- Сопотський монастир - bulgariamonasteries.com